# Graham Zusi
Graham Zusi (Longwood, Florida, Estados Unidos; 18 de agosto de 1986) es un Exfutbolista estadounidense. Juega de extremo.
Zusi fue convocado por primera vez a la selección de los Estados Unidos en enero de 2012.

## Trayectoria

### Inicios
Inició su carrera como juvenil en el equipo de la Universidad de Maryland. Allí jugó 89 partidos, anotó 28 goles y registró 20 asistencias.
En 2005 inició su carrera profesional con el Central Florida Kraze de la USL Premier Development League. mientras aún estaba en la universidad.

### Sporting Kansas City

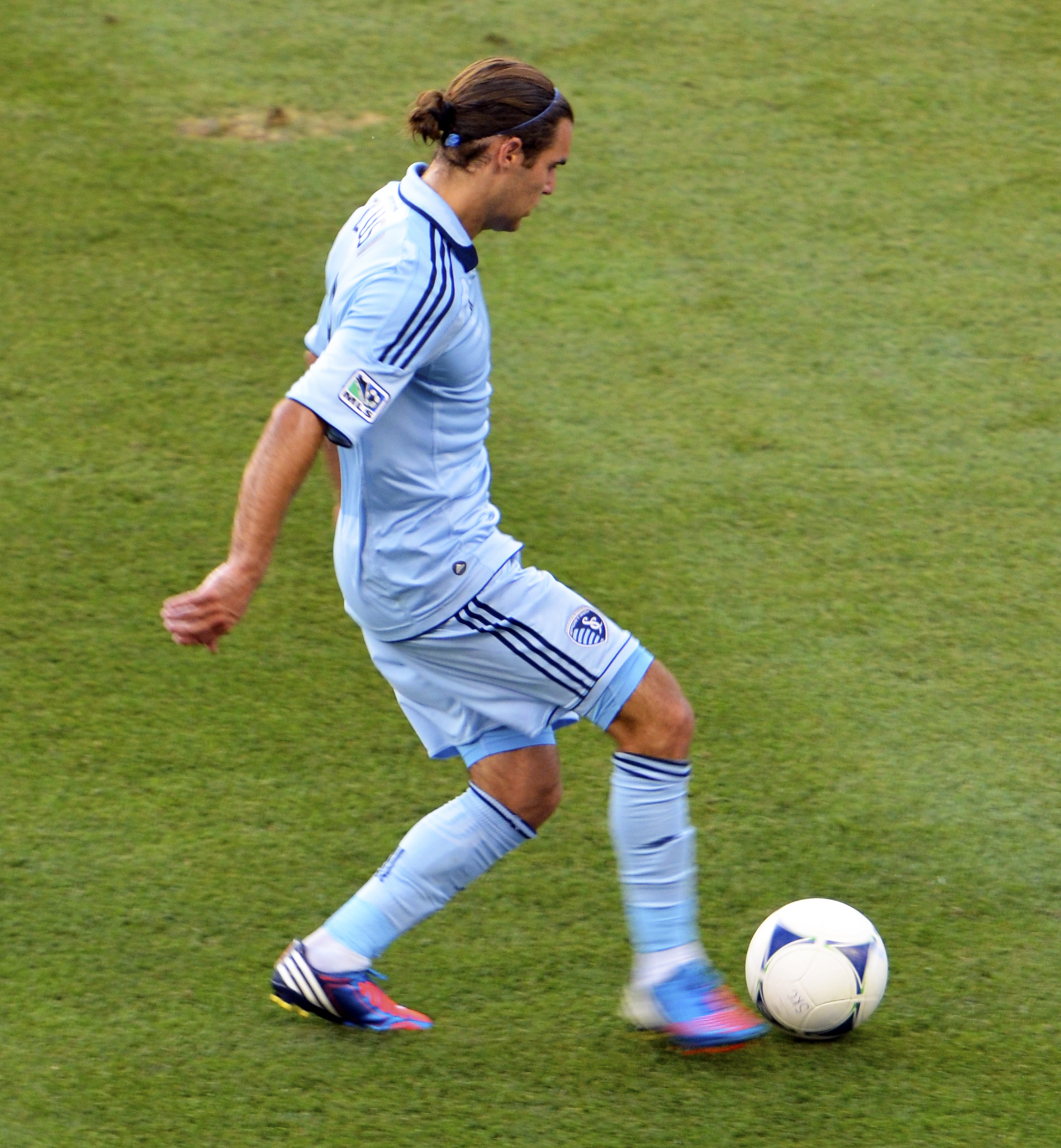
Zusi jugando para el Sporting Kansas City.

En 2009 fue seleccionado en la segunda ronda el SuperDraft de la MLS (23 en la general) por los Kansas City Wizards. Zusi hizo su debut con el club el 21 de marzo de 2009 ante Toronto FC.
A finales de noviembre de 2012, Zusi fue seleccionado entre los finalistas para el premio al Jugador Más Valioso de la temporada de la MLS, pero el galardón finalmente fue para Chris Wondolowski.
El 7 de diciembre de 2013 se convirtió en campeón de la MLS Cup 2013 en penaltis contra el Real Salt Lake, siendo factor importante en la victoria del club, aunque en al serie de penales falló el quinto disparo.
A su regreso de disputar la Copa Mundial de Fútbol de 2014 con los Estados Unidos en Brasil, Zusi extendió su contrato con Kansas City como jugador franquicia.

## Selección nacional
Zusi fue convocado por primera vez a la selección mayor estadounidense en enero de 2012 para los partidos amistosos frente a Venezuela y Panamá. Debutó en el partido contra Venezuela, y anotó su primer gol con su selección días después en la victoria 1-0 sobre Panamá en la ciudad de Panamá. El 20 de mayo de 2012, volvió a ser convocado por el entrenador Jürgen Klinsmann con miras a tres partidos amistosos y los primeros encuentros de las eliminatorias a la Copa Mundial de Fútbol de 2014.
Zusi volvió a ser titular con su selección el 11 de septiembre de 2012, en el partido clasificatorio a la Copa Mundial de Fútbol de 2014 ante Jamaica. El 12 de octubre de 2012 volvió a ser titular, esta vez frente a Antigua y Barbuda por la penúltima fecha de la fase semifinal de las eliminatorias de Concacaf para la Copa Mundial de Fútbol de 2014, y entregó la asistencia para el primer gol de Estados Unidos en un partido que terminarían ganando 2-1.
El 15 de octubre de 2013, anotó al minuto 91, el 2 a 2 contra Panamá, dramáticamente eliminándolos de la repesca y dándole el pase a México a la repesca.
El 12 de mayo de 2014, el entrenador de la selección estadounidense Jürgen Klinsmann incluyó a Zusi en la lista provisional de 30 jugadores con miras a la Copa Mundial de Fútbol de 2014. Finalmente, fue incluido en la lista definitiva de 23 jugadores el 22 de mayo.

### Participaciones en Copas del Mundo
| Mundial                        | Sede   | Resultado        |
| ------------------------------ | ------ | ---------------- |
| Copa Mundial de Fútbol de 2014 | Brasil | Octavos de final |

#### Participaciones en Copas América
| Copa              | Sede           | Resultado    |
| ----------------- | -------------- | ------------ |
| Copa América 2016 | Estados Unidos | Cuarto lugar |

#### Goles con la selección nacional
| #  | Fecha                    | Lugar                                              | Oponente   | Gol   | Resultado | Competición                |
| -- | ------------------------ | -------------------------------------------------- | ---------- | ----- | --------- | -------------------------- |
| 1. | 12 de septiembre de 2012 | Estadio Rommel Fernández, Ciudad de Panamá, Panamá | Panamá     | 1 – 0 | 1 – 0     | Amistoso                   |
| 2. | 11 de octubre de 2013    | Sporting Park, Kansas City, Estados Unidos         | Jamaica    | 1 – 0 | 2 – 0     | Hexagonal Final            |
| 3. | 15 de octubre de 2013    | Estadio Rommel Fernández, Ciudad de Panamá, Panamá | Panamá     | 2 – 2 | 3 – 2     | Hexagonal Final            |
| 4  | 29 de marzo de 2016      | Columbus, EE. UU.                                  | Guatemala  | 3–0   | 4–0       | Eliminatorias Mundial 2018 |
| 5  | 7 de junio de 2016       | Soldier Field, EE. UU.                             | Costa Rica | 4–0   | 4–0       | Copa América Centenario    |

## Clubes
| Club                 | País           | Año         |
| -------------------- | -------------- | ----------- |
| Sporting Kansas City | Estados Unidos | 2009 - 2023 |

## Palmarés

### Campeonatos nacionales
| Título      | Club                 | País           | Año  |
| ----------- | -------------------- | -------------- | ---- |
| US Open Cup | Sporting Kansas City | Estados Unidos | 2012 |